# Großsteingrab Gandløse Orne 1
Das Großsteingrab Gandløse Orne 1 war eine megalithische Grabanlage der jungsteinzeitlichen Nordgruppe der Trichterbecherkultur im Kirchspiel Ganløse in der dänischen Kommune Egedal. Es wurde im 19. oder frühen 20. Jahrhundert zerstört.

## Lage
Das Grab lag nordöstlich von Ganløse im Norden des Waldgebiets Ganløse Ore, am Südrand des Farumvej, etwas westlich der Abzweigung des Kalkværksvej. In der näheren Umgebung gibt bzw. gab es zahlreiche weitere Megalithanlagen und Grabhügel.

## Forschungsgeschichte
Im Jahr 1875 führten Mitarbeiter des Dänischen Nationalmuseums eine Dokumentation der Fundstelle durch. Bei einer weiteren Dokumentation im Jahr 1942 waren keine baulichen Überreste mehr auszumachen.

## Beschreibung
Die Anlage besaß eine nordnordwest-südsüdöstlich orientierte rechteckige Hügelschüttung mit einer Länge von etwa 44 m, einer Breite von 6 m und einer maximalen Höhe von 0,9 m. Von der Umfassung waren 1875 noch mehrere Steine erhalten. Eine Grabkammer war nicht zu erkennen, möglicherweise war sie vollständig im Hügel verborgen.